# Jean-René Fournier

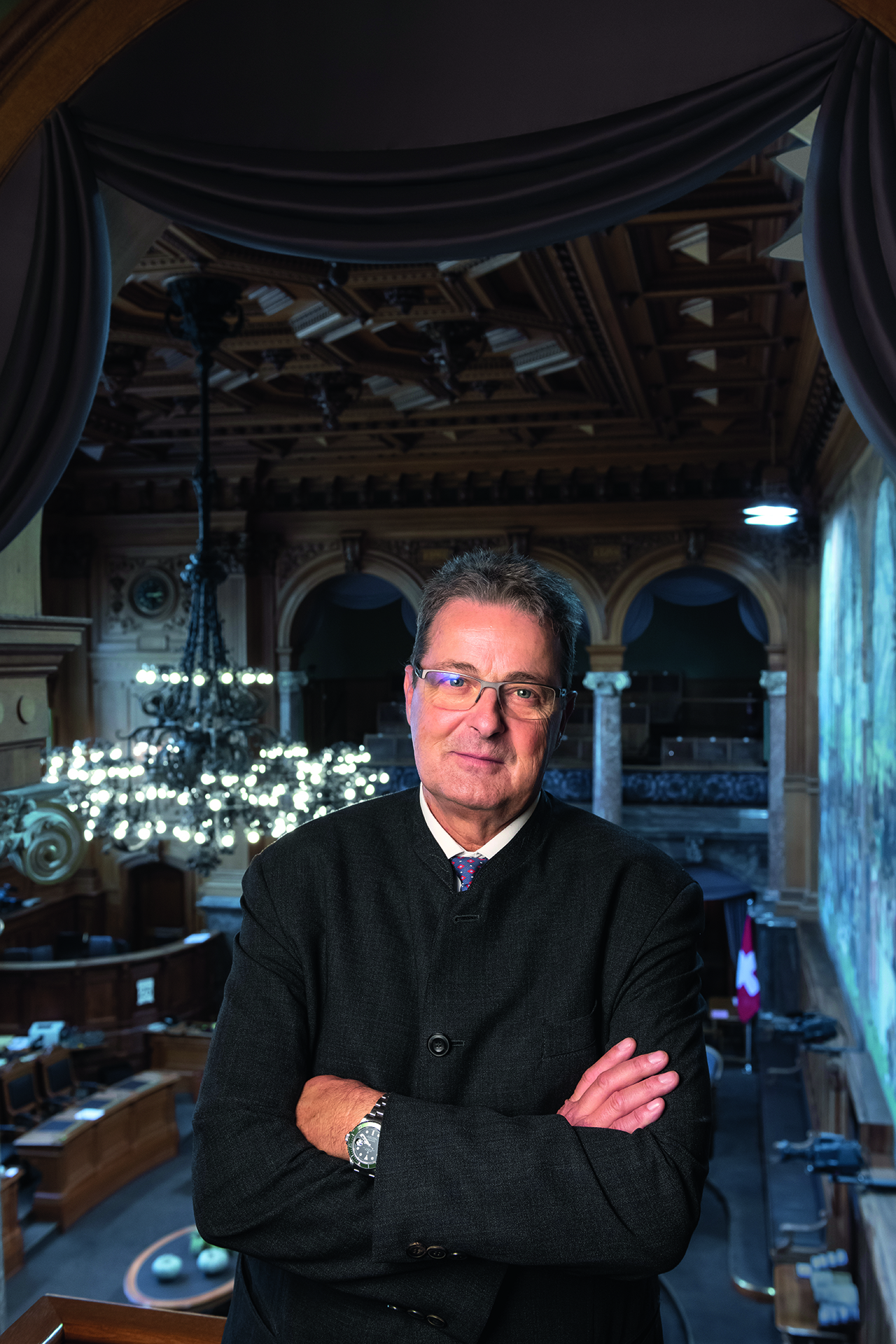
Jean-René Fournier in de plenaire vergaderzaal van de Kantonsraad.

Jean-René Fournier (Riddes, 18 december 1957) is een Zwitsers politicus voor de Christendemocratische Volkspartij (CVP/PDC) uit het kanton Wallis. Hij zetelde van 2007 tot 2019 in de Kantonsraad, waarvan hij in de periode 2018-2019 voorzitter was.

## Biografie

### Kantonnale politiek
Jean-René Fournier was lid van de Grote Raad van Wallis tussen 1985 en 1997. In de periode 1995-1996 was hij voorzitter van dit kantonnaal parlement. Van mei 1997 tot april 2009 was hij lid van de Regeringsraad van Wallis.

### Federale politiek
Bij de parlementsverkiezingen van 2007 werd hij verkozen in de federale Kantonsraad. Hij werd herverkozen in 2011 en in 2015. In de periode 2018-2019, op het einde van zijn loopbaan in de Kantonsraad, was hij er voorzitter van. Bij de parlementsverkiezingen van 2019 stelde hij zich niet herverkiesbaar. Hij werd opgevolgd door zijn partijgenote Marianne Maret.

## Trivia
- In het Zwitserse leger heeft hij de graad van majoor.